# Токати (равнина)
Токати (яп. 十勝平野 токати-хэйя) — аллювиальная равнина в Японии, расположенная на юго-востоке острова Хоккайдо. Равнина сложена отложениями реки Токати и её притоков. Площадь равнины составляет около 3600 км², протяжённость с востока на запад - около 60 км, с севера на юг - около 100 (90) км.
На равнине распространены породы формации Токати, сформировавшиеся в плиоцене и раннем плейстоцене. На равнине и окружающих хребтах видны ледниковые формы рельефа, а также доледниковые древние дюны.